# テキサス・ヒル・カントリー
テキサス・ヒル・カントリー（Texas Hill Country）とは、アメリカ合衆国テキサス州中央部に広がる丘陵地帯のことである。州都オースティンの西郊、州第2の都市サンアントニオの北郊から北西郊にかけて広がっている。この地域の土壌は概ね石灰岩性で表層土が薄い。そのためこの地域では鉄砲水が発生しやすい。カルスト性の地形であるため、この地域にはいくつかの鍾乳洞も見られる。この地域の鍾乳洞群の中でも規模の大きい部類に入るものは帯水層を形成し、地域住民の飲料水源となっている。テキサス・ヒル・カントリーの大部分は、オースティンのダウンタウンを流れるコロラド川の流域に含まれている。
丘陵地帯の東端にはオースティンやサンアントニオをはじめ、サンマルコスやニューブローンフェルズなどいくつかの都市が発達している。これらの都市はかつては、川を遡って船でたどり着ける最上流の地であったため、ピードモント台地東縁の滝線都市群と同じような形で都市が形成され、発展していった。現在では、これらの都市は州間高速道路I-35で結ばれ、オースティン都市圏やサンアントニオ都市圏の郊外都市になっている。また、サンアントニオからは北西に州間高速道路I-10が走り、テキサス・ヒル・カントリーを貫いて、サンアントニオの中心部から約100kmに位置するカービルなどを通る。カービルの北には、歴史的な街並みを残すフレデリックスバーグの町が位置している。
テキサス・ヒル・カントリーは第36代大統領リンドン・ジョンソンが生まれた地として知られている。地域内のジョンソンシティにはジョンソンの所有していた農場が残っている。またテキサス州屈指のワインの産地としても知られ、地域内には葡萄畑やワインの醸造所が多数存在する。2つの大都市の近郊にありながら自然環境に優れ、歴史的な街並みや農村も残り、ワイン醸造所でのテイスティングもできるこの地域は、オースティンやサンアントニオからの日帰りの観光・ドライブルートとして脚光を浴びてきている。
テキサス・ヒル・カントリーは文化の多様性に富んだ地域でもある。この地域では植民地時代にテキサスを領有していたスペインをはじめ、ドイツ、アルザス、スイス、オーストリア、チェコなどからの移民が持ち込んだ文化が融合して食文化、ビール、建築、音楽に影響を及ぼし、南部や南西部の他地域とは異なる「テキサス的」な文化が創り上げられた。例えば、ドイツから持ち込まれたアコーディオンは、土着のメキシコ系テキサス人（テハノ）の音楽に影響を及ぼし、19世紀にはテハノ音楽におけるポピュラーな楽器となった。

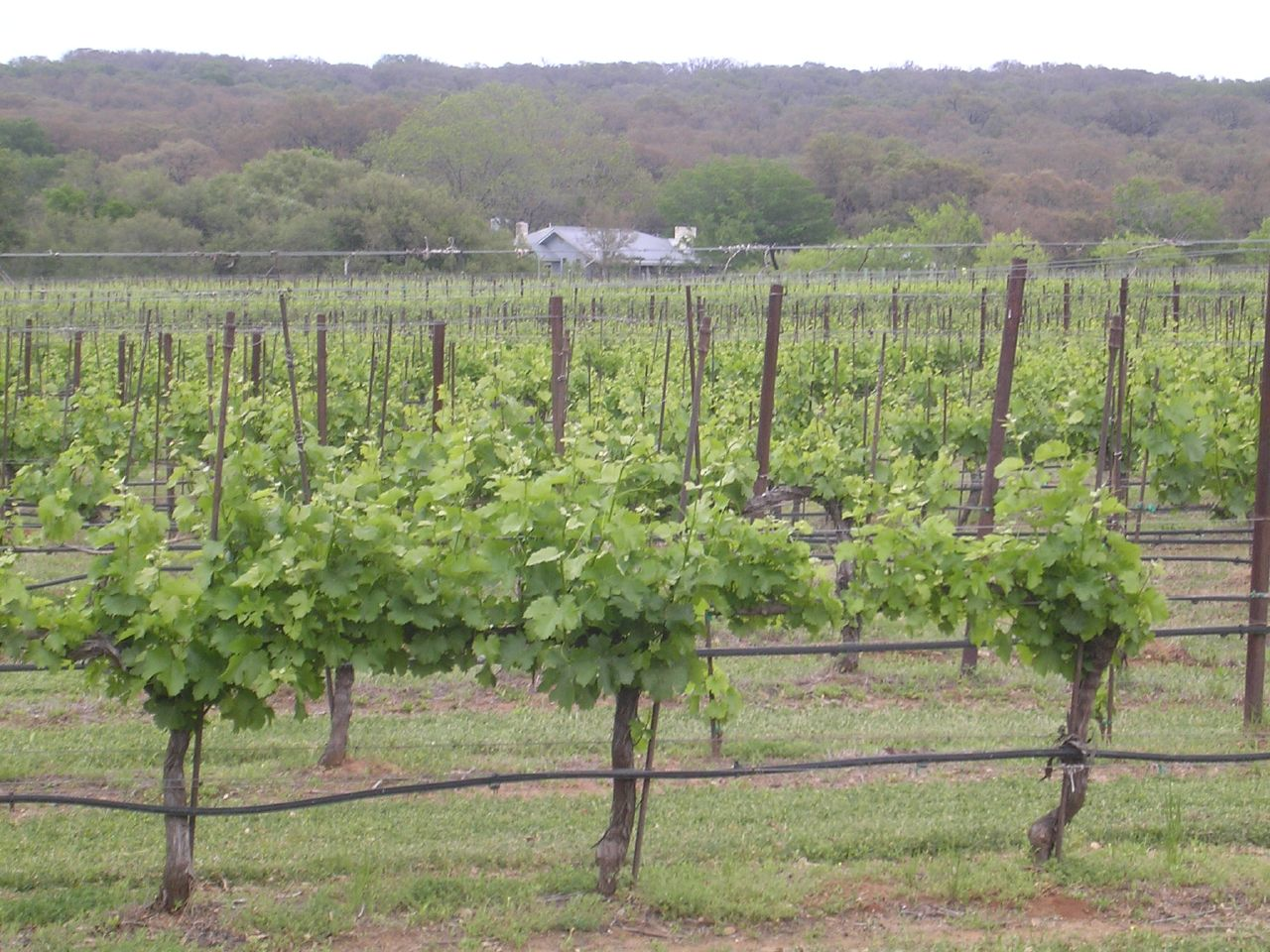
テキサス・ヒル・カントリーの葡萄園
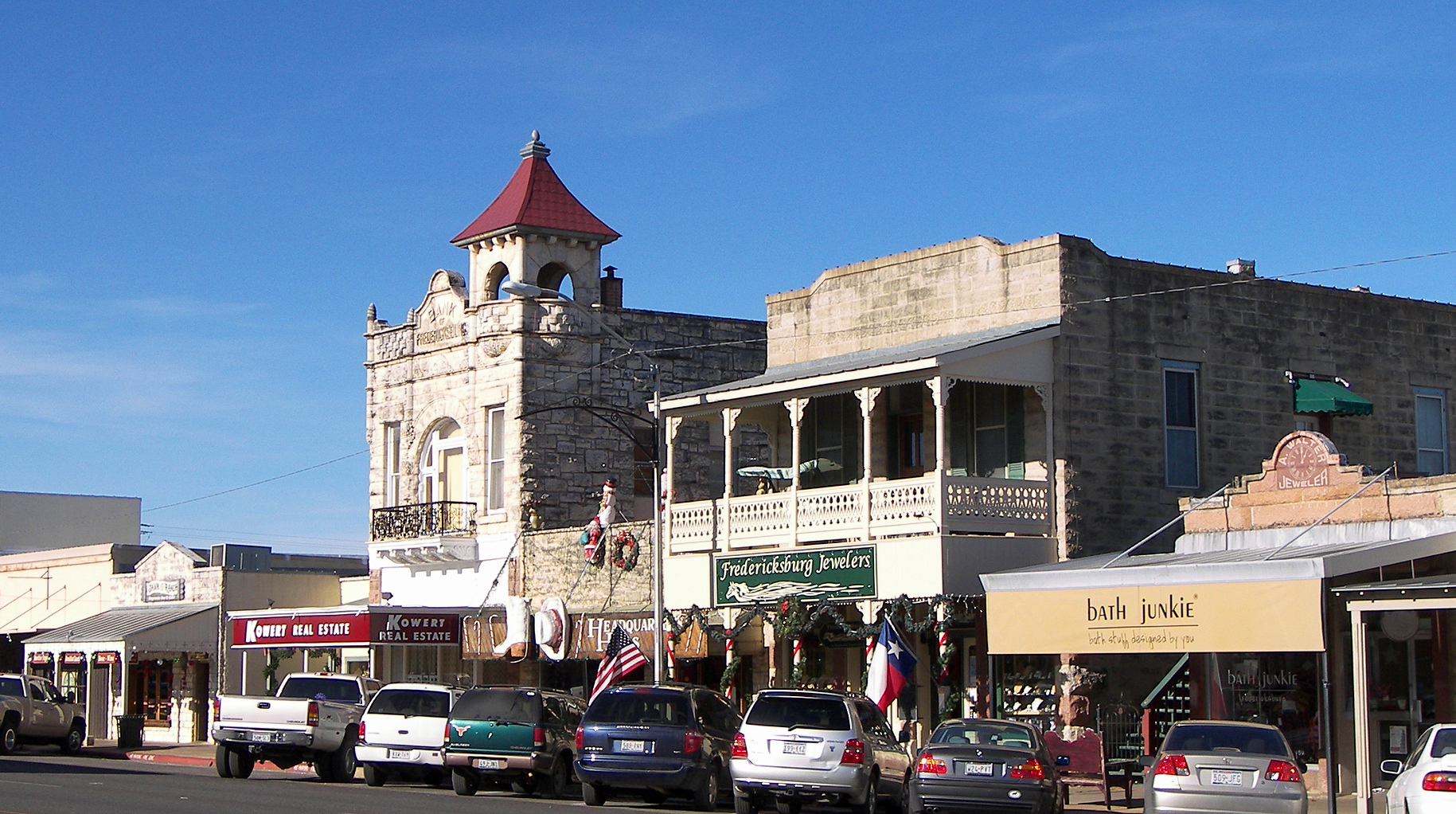
フレデリックスバーグの街並み
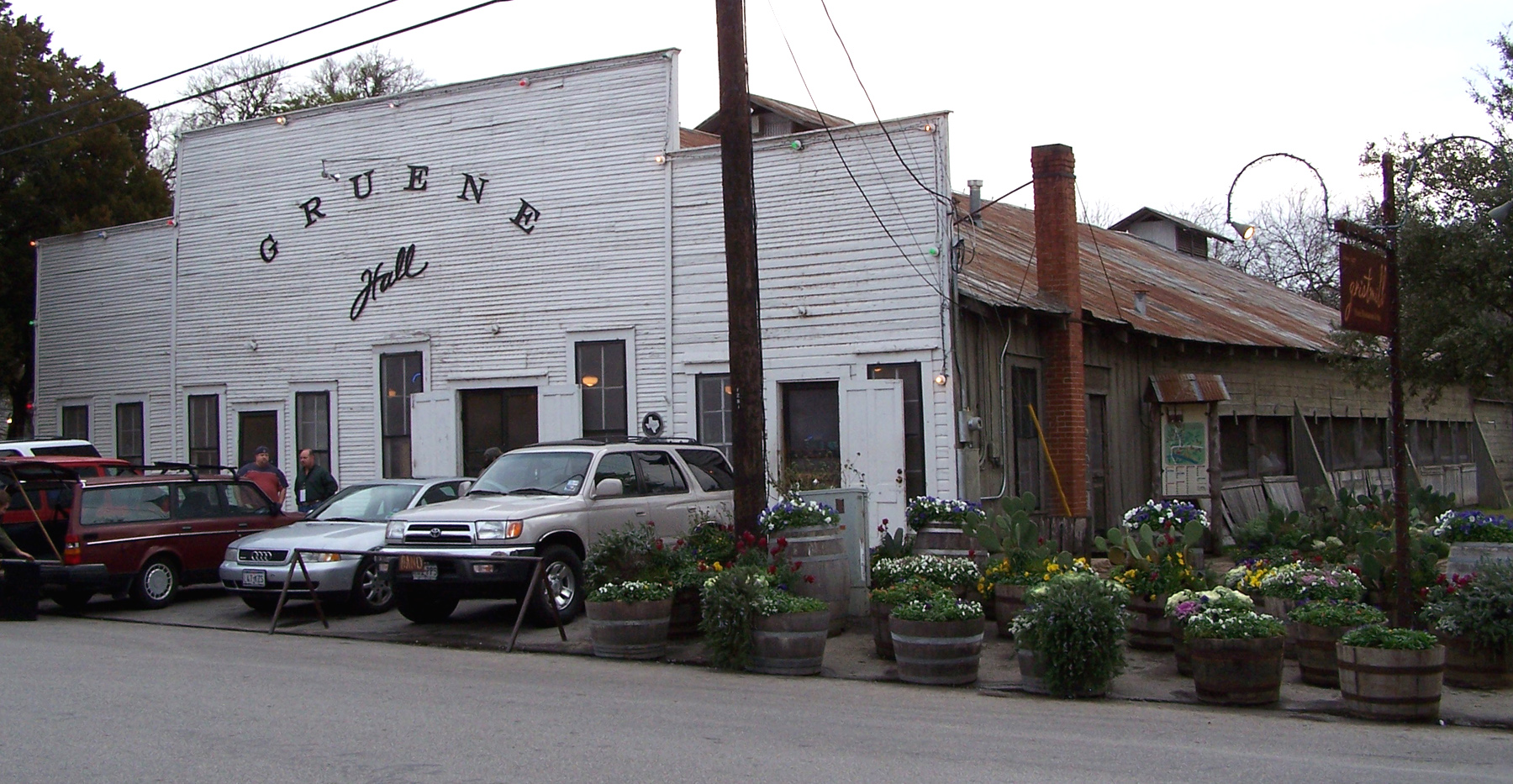
テキサス最古のダンスホール「グリーン・ホール」